# Marc Kennedy
Pour les articles homonymes, voir Kennedy.
Marc Kennedy, né le 5 février 1982 à Saint Albert (Alberta), est un curleur canadien.

## Palmarès

### Jeux olympiques
| Édition    | Vancouver 2010 |
| Classement | Or             |

### Championnats du monde
| Édition    | Grand Forks 2008 | Moncton 2009 | Bâle 2016 |
| Classement | Or               | Argent       | Or        |